# Горно Озирово
Го̀рно Озѝрово е село в Северозападна България. То се намира в община Вършец, област Монтана.
Смята се, че наименованието на селото идва от славянската дума „озеро“. В турски документ от 1576 г. е споменато като Горно Окно, а през 1666 г. – като Озир Карие (Озир – Горно село) – Горно Озирово. В района на селото има следи от стари поселища в местностите Калището, Голяк и Рангел. В римско време на върха на скалите се е издигала каменна кула наблюдателница, останки от която могат да се видят и днес. Старото селище се е намирало на изток от днешното село в местността Озировец. Предание разказва за образуването на двете селища. Чумна епидемия принуждава населението да се спасява и то се разделило на две – едните тръгнали на север и основали днешното село Долно Озирово, а другите се спрели на юг, в местността Голяк и образували ново село – Горно Озирово. 
През 2020 г. е публикувано уникалното изследване за Горно Озирово, резултат на над 10-годишен краеведски и събирателски труд и своеобразна енциклопедия за селото - книгата "Горно Озирово: Земята, думите, хората" с автор роденият в селото д-р Емил Качамилски (повече информация - в препратката).

## География
Село Горно Озирово се намира в планински район, през селото минава и река Черна. За Балкана около селото има множество легенди. В района на селото има над петдесет пещери. Наблизо има стар римски път, много пещери и дупки из скалите наоколо. Районът е сравнително трудно проходим и природата е в отлично състояние. Растителността е предимно широколистна. На около 6 km североизточно от селото, в подножието на рида Котля, се намира едно от най-големите находища на долноюрски вкаменелости във Врачанска планина.

## Религии
Населението на селото изповядва християнство.

## Културни и природни забележителности
За Балкана около селото има множество легенди. Наблизо има стар римски път, много пещери и дупки из скалите. Говори се, че Вълчан войвода е заровил парите си в пещера минаваща под връх Стрешер (най-високият наоколо). Под връх Стрешер има останки от средновековен манастир и километри римски водопровод от глинени тръби. В морските седименти в м. Браткова кукла са запазени богати фосилни асоциации от безгръбначни: амонити, белемнити, миди, брахиоподи и охлюви.
Втората най-дълбока пещера в България се намира именно тук. Дълбока е 356 метра, по-трудна за покоряване от първенеца, протежението на пещерата е съпроводено от множество трудности прагове и отвеси. Намира се в карстовия района на Врачанския Балкан, над една от най-натоварените туристически дестинации – благоустроената пещера Леденика. Общата дължина на пещерните и галерии от 2600 метра я подрежда на 22-ро място сред най-дългите български пещери, а изключителното предизвикателство да бъде покорена една наистина трудна, но красива пещера я прави любима на пещерните ентусиасти от страната. Входът ѝ е тесен, следва -2 метров блокаж, от където започва подземна рекичка, постепенно увеличаваща дебита си. Следва силно наклонена широка галерия и първото стеснение на пещерата. Следват множество тесняци, тесни диклази и разнообразни препятствие, които биха могли да бъдат преодолени единствено от добре подготвени пещерняци с подходящо оборудване. Тя може да бъде покорена за 15 часа от добре подготвен екип. 
За Горно Озирово и околностите са написани много книги, в които е описана историята на селото, описани са свещени места в и около селото, паметници на признателност и други. Това са книгите:
1. История на Горно Озирово, автор Емил Йорданов Филипов, 2012 г., печат "Алекспринт" - Враца.
2. Паметници на признателност в Община Вършец, автори Емил Йорданов Филипов и Бисерка Емилова Филипова, 2016 г. ISBN 978-619-7190-23-6, издателство "Полимона", гр. Монтана.
3. Свещени места събират хората от община Вършец, автори Емил Йорданов Филипов и Бисерка Емилова Филипова, 2017 г., ISBN 978-619-7102-68-0, издателство "БГ-Принт", гр. Враца.

Туристически маршрут с. Горно Озирово – пещерата Леденика. Време за преминаване – 5 ч.
Описание на пещера”Барките №14”, с. Горно Озирово, обл. Монтана е направен от Мария Златкова – СПК ”Академик”, София, 1986 г.

## Природни и културни забележителности
- Църква „Успение Богородично“ – строителството ѝ е започнало преди Освобождението (парцела е закупен през 1872 г.) и е завършено след 1878 г. Осветена е през 1884 г. от Видинския митрополит Антим І.
- Войнишкия паметник е издигнат в чест на загиналите по бойните полета през Балканската, Междусъюзническата, Първата и Втората световна война герои от селото. Иван Филипов Комитата и Коста Аврамов са участвали в четата на Ильо Войвода.

## Редовни събития
- Съборът на с. Горно Озирово се провежда на 29 август. [7]
- „Стрешер фест“ – фестивал на местната храна, песни и танци – 13 август. [8][9]